# Candela Peña
María del Pilar Peña Sánchez (Gavá, Barcelona, 14 de julio de 1973), conocida como Candela Peña, es una actriz española nominada en seis ocasiones en los Premios Goya. Se alzó con el galardón en tres ocasiones por sus interpretaciones en Te doy mis ojos (2003), Princesas (2005) y Una pistola en cada mano (2012).

## Biografía
María del Pilar Peña Sánchez nació en Gavá, provincia de Barcelona. Sus padres, Antonio y Pepa, de origen andaluz y murciano —su padre nació en Lora del Río y su madre en Caravaca de la Cruz—, regentaban el Bar Frankfurt, ubicado junto al Cine Maragall, el único cine del pueblo, donde Candela pasó su juventud. En un principio quería ser bailarina e inicia sus estudios de danza en la escuela de Rosa María Grau. Se dedicó al baile hasta los diecisiete años, pero finalmente se decantó por la interpretación y compaginó los estudios de COU con el inicio de su formación como actriz en la Escuela de Nancy Tuñón de Barcelona. Intentó entrar en el Centro Andaluz de Teatro pero, según ella misma explica en una entrevista, no fue aceptada. Regresó a Barcelona para terminar sus estudios en Nancy Tuñón. A principios de los 90 trasladó su residencia a Madrid donde nueve meses más tarde empezó a rodar su primera película, Días contados (1994) con un papel, el de Vanesa, que le reportó sus primeros premios: el Ondas 1994 ex aequo con Ruth Gabriel y Elvira Mínguez y el Premio Ojo Crítico de Radio Nacional de España (RNE) en 1996, su primer premio cinematográfico a título individual. En Madrid fue alumna del prestigioso maestro de actores y director teatral Juan Carlos Corazza.
Sobre cómo surgió el nombre artístico de Candela, en una entrevista en La resistencia, la propia Candela ha explicado: «En mi pueblo se cachondeaban de que estudiara teatro en Barcelona y decían que Pilar Peña no funcionaba nada. Un día estábamos leyendo La casa de Bernarda Alba y surgió la frase "encendieron la candela". Pensé: "¡Anda, pues Candela Peña sí suena bien!". Y empezaron a llamarme Candela.»

## Trayectoria profesional
Sus inicios profesionales fueron en televisión, en el programa musical Sputnik de TV3 y en el cine con Días contados (1994) un trabajo que le reportó sus dos primeras candidaturas a los premios Goya a la de mejor interpretación femenina de reparto y la de mejor actriz revelación, que finalmente no ganó. En 1999 volvió a ser nominada al Goya a la mejor actriz de reparto, esta vez por la película Todo sobre mi madre de Pedro Almodóvar. Tampoco lo consiguió pero el trabajo significó un nuevo empujón en su carrera profesional.
Al poco tiempo de terminar Todo sobre mi madre, y animada por Pedro Almodóvar, publicó una novela: «Pérez Príncipe. María Dolores», un libro sobre la pérdida de la juventud. Ganó su primer Goya en 2003 por Te doy mis ojos como actriz de reparto, dirigida por Icíar Bollaín sobre un relato de violencia de género. Dos años más tarde, en 2005, recibió un Goya como actriz protagonista por Princesas, dirigida por Fernando León de Aranoa.

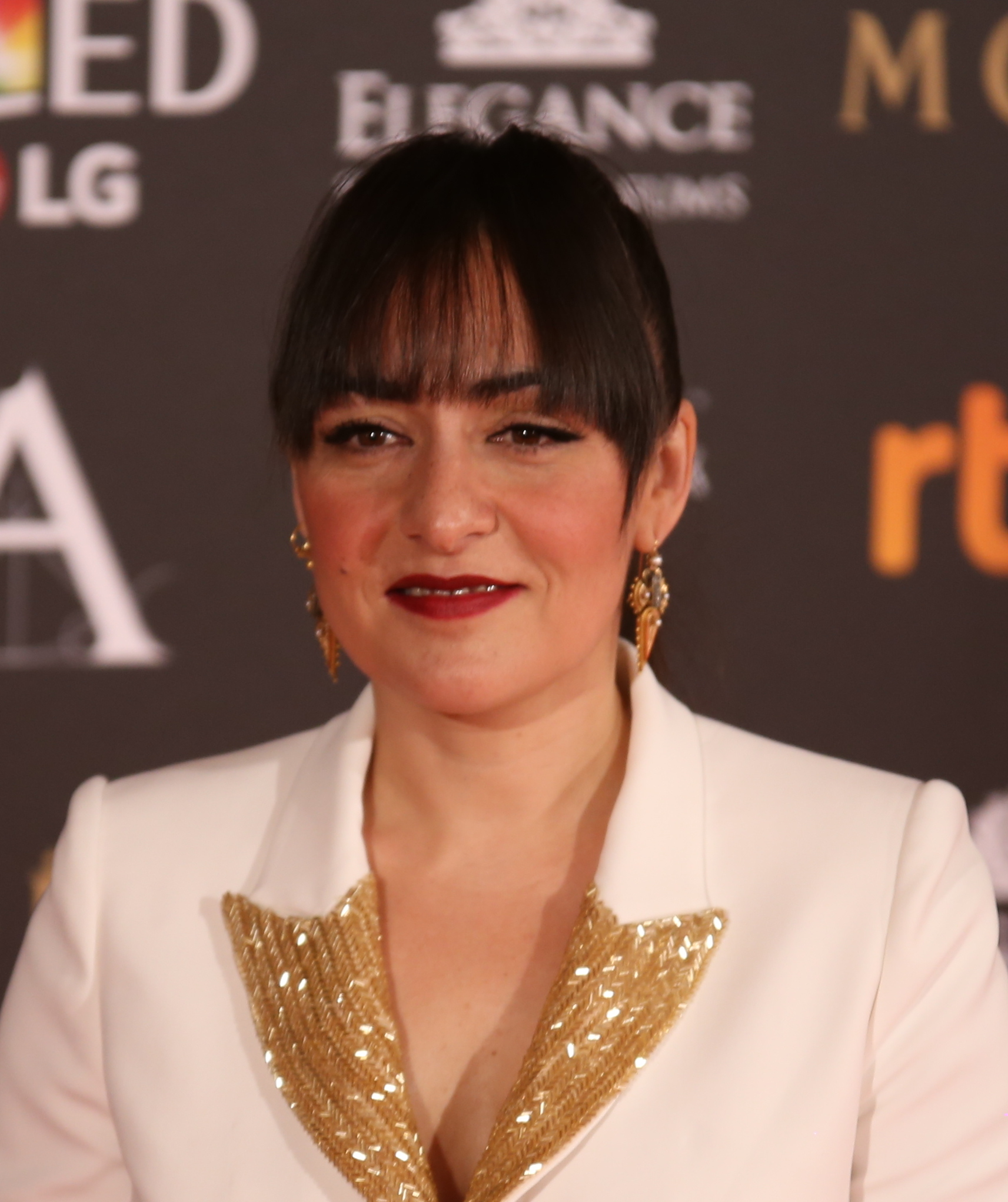
Peña, en los Premios Goya 2017

En 2012 participó en el reparto de Una pistola en cada mano dirigida por Cesc Gay, por la que le otorgaron nuevos premios: el Premio Gaudí a la mejor actriz secundaria y el Goya a la mejor actriz de reparto. Sus intervenciones en la recogida de los Premios Gaudí fueron polémicas debido a que algunos sectores criticaron que en su discurso no utilizara el catalán como es tradición para quienes son de Cataluña sino el castellano -Candela Peña es castellanohablante- y otros defendieron su derecho a elegir qué lengua utilizar. Días más tarde, en la ceremonia de los Goya 2013 su intervención fue una de las más críticas de la gala en las referencias a la crisis que está atravesando España. Al recoger el premio denunció los recortes en sanidad, educación y los desahucios. Mencionó la situación de la sanidad pública recordando las condiciones en las que murió su padre en un hospital público y planteó sus dudas sobre la educación pública que le esperaba a su hijo además de pedir trabajo «para poder alimentarle». Ante las críticas que recibió, reivindicó su derecho a hablar como ciudadana y, en abril, al recoger el premio a la mejor actriz en el Festival de Cine Español de Málaga, apareció con una cinta negra que sellaba sus labios.
Los siguientes trabajos después del Goya fueron en Europa: en Francia con Le dernier coup de marteau (2014) dirigida por Alix Delaporte y en Italia con Latin Lover (2015) dirigida por Cristina Comencini. En mayo de 2014 debutó en teatro dirigida por Sol Picó en el espectáculo La piel del huevo te lo da junto a la cantante La Shica, en el marco del Festival Ciutat Flamenco de Barcelona. En la obra se reflexiona sobre la mujer a través del flamenco y de la danza contemporánea.
En 2015 se estrenó El tiempo de los monstruos dirigida por Félix Sabroso, en la que interpretó el papel de Andrea y se reencuentró con el actor Javier Cámara, que ya fue su pareja cinematográfica en Ayer no termina nunca y en Torremolinos 73. En 2016 volvió a ser nominada al Premio Goya como mejor interpretación femenina de reparto por Kiki, el amor se hace, dirigida por Paco León. Un año después, participó en la película del debutante Eduardo Casanova Pieles. Posteriormente, regresó a televisión para protagonizar la serie Hierro en Movistar+, donde interpretó a Candela Montes durante sus dos temporadas y que le reportó numerosas nominaciones y numerosos premios y fue todo un éxito de audiencia y de crítica.
En 2020 protagonizó la película de Icíar Bollaín La boda de Rosa, donde interpretó a Rosa, una mujer que se quiere casar consigo misma. Por su papel recibió innumerables críticas sobre su excelente interpretación, además de varias nominaciones en premios, como su octava nominación a los Goya.
En 2024 protagoniza la miniserie basada en la historia real del Caso Asunta Basterra, interpretando a Rosario Porto, producida por Netflix España.

## Vida personal
Su hijo Román nació el 31 de octubre de 2011, pocos días después de la muerte del padre de ella; experiencias ambas, confiesa la actriz, que han sido un punto de inflexión en su vida.
La actriz ha reconocido la dificultad de llevar la vida de actriz con altibajos emocionales.

## Filmografía

### Cine
| Año  | Título                           | Personaje                        | Director/a                  |
| ---- | -------------------------------- | -------------------------------- | --------------------------- |
| 1994 | Días contados                    | Vanesa                           | Imanol Uribe                |
| 1995 | Hola, ¿estás sola?               | Trini                            | Icíar Bollaín               |
| 1995 | Boca a boca                      | Tanya                            | Manuel Gómez Pereira        |
| 1996 | La Celestina                     | Elicia                           | Gerardo Vera                |
| 1997 | ¿De qué se ríen las mujeres?     | Graci                            | Joaquín Oristrell           |
| 1998 | Insomnio                         | Alba                             | Chus Gutiérrez              |
| 1999 | Todo sobre mi madre              | Nina                             | Pedro Almodóvar             |
| 1999 | Novios                           | Cristal                          | Joaquín Oristrell           |
| 2001 | Sin vergüenza                    | Cecilia                          | Joaquín Oristrell           |
| 2002 | No somos nadie                   | Espe                             | Jordi Mollà                 |
| 2003 | Torremolinos 73                  | Carmen García                    | Pablo Berger                |
| 2003 | Descongélate!                    | Iris                             | Dunia Ayaso y Félix Sabroso |
| 2003 | Te doy mis ojos                  | Ana                              | Icíar Bollaín               |
| 2005 | Princesas                        | Caye                             | Fernando León de Aranoa     |
| 2006 | Després de la pluja              | Secretaria de Rosa               | Agustí Villaronga           |
| 2008 | Los años desnudos. Clasificada S | Sandra Valle                     | Dunia Ayaso y Félix Sabroso |
| 2008 | El patio de mi cárcel            | Mar                              | Belén Macías                |
| 2009 | La isla interior                 | Coral                            | Dunia Ayaso y Félix Sabroso |
| 2012 | Una pistola en cada mano         | Mamen                            | Cesc Gay                    |
| 2013 | Ayer no termina nunca            | C.                               | Isabel Coixet               |
| 2014 | Schimbare                        | Elvira                           | Álex Sampayo                |
| 2014 | Las ovejas no pierden el tren    | Sara                             | Álvaro Fernández Armero     |
| 2014 | Le Dernier Coup de marteau       | Maria                            | Alix Delaporte              |
| 2015 | Mi familia italiana              | Segunda                          | Cristina Comencini          |
| 2015 | El tiempo de los monstruos       | Andrea                           | Félix Sabroso               |
| 2016 | Kiki, el amor se hace            | María Candelaria Rodríguez Costa | Paco León                   |
| 2017 | Pieles                           | Ana                              | Eduardo Casanova            |
| 2018 | Enterrados                       | María                            | Luis Trapiello              |
| 2018 | Sin rodeos                       | Conductora                       | Santiago Segura             |
| 2020 | La boda de Rosa                  | Rosa                             | Iciar Bollain               |
| 2020 | Salir del ropero                 | Perla                            | Ángeles Reiné               |
| 2020 | Black Beach                      | Ale                              | Esteban Crespo              |

#### Como directora
- 9 (2010), protagonizada por Elena Anaya, Aitor Merino y Pilar Castro, entre otros. En dicho corto se usa especialmente la simbología del eneagrama, puesta de moda por Claudio Naranjo y utilizada por el equipo pedagógico del Estudio Corazza para el actor, donde Candela se formó.[24]

#### Cortometrajes
- Un, dos, tres, ¡Taxi! (1997)
- Desaliñada (2001)
- ¡Hay motivo! (2004)
- En el lado de la vida (2008)
- Llevo cartas (2015)

### Televisión

#### Series de televisión
| Año       | Título          | Personaje         | Datos                         |
| --------- | --------------- | ----------------- | ----------------------------- |
| 1995      | Mar de dudas    | Manuela           | 13 episodios                  |
| 1999      | Ellas son asi   | Extra             | 1 episodio                    |
| 2016      | Web Therapy     | Gema López Ibáñez | 1 episodio                    |
| 2019-2021 | Hierro          | Candela Montes    | Protagonista; 14 episodios    |
| 2021      | Maricón perdido | La Madre          | Elenco principal; 6 episodios |
| 2024      | El caso Asunta  | Rosario Porto     | Protagonista (miniserie)      |
| 2025      | Furia           | Nat               | Protagonista                  |

#### Programas de televisión
| Año           | Título         | Cadena         | Notas        |
| ------------- | -------------- | -------------- | ------------ |
| 1992          | Sputnik TV     | TV3            | Presentadora |
| 2019-2024     | La resistencia | Movistar Plus+ | Colaboradora |
| 2022          | Buen trabajo   | Movistar Plus+ | Participante |
| 2023-presente | Late xou       | La 2           | Colaboradora |

## Publicidad
- En los años 90 participó en dos campañas de publicidad, una para la firma EVAX dirigida por Isabel Coixet (1996) y otra para Telefónica dirigida por Julio Medem.[2]
- En 2010 trabajó en la campaña del gazpacho Alvalle No hay un verano para el nuestro.[26]
- En diciembre de 2012 participa en la campaña publicitaria navideña de Campofrío El currículum de todos dirigida por Icíar Bollaín.[27]
- En diciembre de 2017 participa en la campaña publicitaria navideña de Campofrío Amodio dirigida por Isabel Coixet.[28]
- En diciembre de 2021 participa en la campaña publicitaria navideña de Campofrío Acojonados dirigida por Icíar Bollaín.[29]

## Teatro
- La piel del huevo te lo da (2014–2015)
- Los vecinos de arriba (2016)
- 1 Deseo (2016)
- Consentimiento (2018)
- Contracciones (2023-2024)

## Premios y nominaciones
Premios Goya
| Año  | Categoría                                  | Película                 | Resultado |
| ---- | ------------------------------------------ | ------------------------ | --------- |
| 1995 | Mejor actriz revelación                    | Días contados            | Nominada  |
| 1995 | Mejor interpretación femenina de reparto   | Días contados            | Nominada  |
| 2000 | Mejor interpretación femenina de reparto   | Todo sobre mi madre      | Nominada  |
| 2004 | Mejor interpretación femenina de reparto   | Te doy mis ojos          | Ganadora  |
| 2006 | Mejor interpretación femenina protagonista | Princesas                | Ganadora  |
| 2013 | Mejor interpretación femenina de reparto   | Una pistola en cada mano | Ganadora  |
| 2017 | Mejor interpretación femenina de reparto   | Kiki, el amor se hace    | Nominada  |
| 2021 | Mejor interpretación femenina protagonista | La boda de Rosa          | Nominada  |

Fotogramas de Plata
| Año  | Categoría                  | Película        | Resultado |
| ---- | -------------------------- | --------------- | --------- |
| 2003 | Mejor actriz de cine       | Torremolinos 73 | Nominada  |
| 2005 | Mejor actriz de cine       | Princesas       | Ganadora  |
| 2020 | Mejor actriz de televisión | Hierro          | Nominada  |

Premios de la Unión de Actores
| Año  | Categoría                               | Película                 | Resultado |
| ---- | --------------------------------------- | ------------------------ | --------- |
| 1994 | Mejor interpretación secundaria de cine | Días contados            | Nominada  |
| 1994 | Mejor interpretación revelación         | Días contados            | Nominada  |
| 1999 | Mejor interpretación de reparto de cine | Todo sobre mi madre      | Nominada  |
| 2003 | Mejor interpretación secundaria de cine | Te doy mis ojos          | Ganadora  |
| 2003 | Mejor actriz protagonista de cine       | Torremolinos 73          | Nominada  |
| 2005 | Mejor actriz protagonista de cine       | Princesas                | Ganadora  |
| 2012 | Mejor actriz secundaria de cine         | Una pistola en cada mano | Ganadora  |
| 2016 | Mejor actriz secundaria de cine         | Kiki, el amor se hace    | Ganadora  |
| 2020 | Mejor actriz protagonista de televisión | Hierro                   | Ganadora  |
| 2022 | Mejor actriz protagonista de televisión | Hierro                   | Ganadora  |
| 2025 | Mejor actriz protagonista de televisión | El caso Asunta           | Ganadora  |

Premios Feroz
| Año  | Categoría                              | Película              | Resultado |
| ---- | -------------------------------------- | --------------------- | --------- |
| 2014 | Mejor actriz protagonista en cine      | Ayer no termina nunca | Nominada  |
| 2017 | Mejor actriz de reparto de cine        | Kiki, el amor se hace | Nominada  |
| 2020 | Mejor actriz protagonista de una serie | Hierro                | Ganadora  |
| 2021 | Mejor actriz protagonista en cine      | La boda de Rosa       | Nominada  |
| 2022 | Mejor actriz protagonista de una serie | Hierro                | Nominada  |
| 2022 | Mejor actriz de reparto de una serie   | Maricón perdido       | Nominada  |
| 2025 | Mejor actriz protagonista de una serie | El caso Asunta        | Nominada  |

Premios Platino
| Año  | Categoría                                  | Película        | Resultado |
| ---- | ------------------------------------------ | --------------- | --------- |
| 2020 | Mejor interpretación femenina en teleserie | Hierro          | Nominada  |
| 2021 | Mejor interpretación femenina              | La boda de Rosa | Ganadora  |

Medallas del Círculo de Escritores Cinematográficos
| Año  | Categoría                 | Película                 | Resultado |
| ---- | ------------------------- | ------------------------ | --------- |
| 2003 | Mejor actriz protagonista | Torremolinos 73          | Nominada  |
| 2003 | Mejor actriz secundaria   | Te doy mis ojos          | Nominada  |
| 2005 | Mejor actriz protagonista | Princesas                | Ganadora  |
| 2012 | Mejor actriz secundaria   | Una pistola en cada mano | Nominada  |
| 2020 | Mejor actriz protagonista | La boda de Rosa          | Ganadora  |

Premios Iris
| Año  | Categoría                     | Título          | Resultado |
| ---- | ----------------------------- | --------------- | --------- |
| 2019 | Mejor interpretación femenina | Hierro          | Nominada  |
| 2021 | Mejor interpretación femenina | Hierro          | Ganadora  |
| 2022 | Mejor interpretación femenina | Maricón perdido | Nominada  |
| 2024 | Mejor interpretación femenina | El caso Asunta  | Ganadora  |

Premios Gaudí
| Año  | Categoría                   | Película                 | Resultado |
| ---- | --------------------------- | ------------------------ | --------- |
| 2013 | Mejor actriz secundaria     | Una pistola en cada mano | Ganadora  |
| 2014 | Mejor protagonista femenina | Ayer no termina nunca    | Nominada  |
| 2021 | Mejor protagonista femenina | La boda de Rosa          | Ganadora  |

Premios Ondas
| Año  | Categoría                             | Película                                      | Resultado |
| ---- | ------------------------------------- | --------------------------------------------- | --------- |
| 1994 | Mejor actriz de cine                  | Días contados                                 | Ganadora  |
| 2003 | Mejor actriz de cine                  | Torremolinos 73 Te doy mis ojos Descongélate! | Ganadora  |
| 2019 | Mejor actriz en ficción de televisión | Hierro                                        | Ganadora  |

Premios Forqué
| Año  | Categoría                                   | Película        | Resultado |
| ---- | ------------------------------------------- | --------------- | --------- |
| 2021 | Mejor interpretación femenina protagonista  | La boda de Rosa | Nominada  |
| 2022 | Mejor interpretación femenina de televisión | Hierro          | Ganadora  |
| 2025 | Mejor interpretación femenina de televisión | El caso Asunta  | Nominada  |

Festival de Cine de Málaga
| Año  | Categoría                          | Película              | Resultado |
| ---- | ---------------------------------- | --------------------- | --------- |
| 2003 | Biznaga de Plata a la mejor actriz | Torremolinos 73       | Ganadora  |
| 2013 | Biznaga de Plata a la mejor actriz | Ayer no termina nunca | Ganadora  |

## Otros Premios
En 2024, ganó el Premio Mejor Actriz Protagonista, por  El caso Asunta (Netflix, Bambú Producciones) en la primera edición de los Premios InStyle en Serie, concedidos por la edición española de la revista de moda InStyle, de RBA. 